# Scrapter armatipes
Scrapter armatipes är en biart som först beskrevs av Heinrich Friese 1913.  Scrapter armatipes ingår i släktet Scrapter och familjen korttungebin. Inga underarter finns listade i Catalogue of Life.